# NGC 6534
NGC 6534 је ознака објекта на координатама са ректансцензијом 17h 57m 18,9s и деклинацијом + 64° 18" 12'. Открио га је Луис Свифт, 28. јуна 1886. Каснијим посматрањима на том положају није уочен никакав астрономски објекат.